# Блоссфельдт, Карл
Карл Блоссфельдт (нем. Karl Blossfeldt, 1865—1932) — немецкий фотограф, скульптор и преподаватель, работавший в Берлине. Один из представителей Нового ви́дения в фотографии. Работал с камерой собственного изобретения, позволявшей ему достигать 30-кратного увеличения. Первые работы Блоссфельдта датируются 1890-ми годами. В это время он окончил учёбу и начал свое путешествие по Европе и Северной Америке. На протяжении всей поездки Блоссфельдт занимается исследованием местной флоры и фиксирует интересные экземпляры. До нашего времени дошло только несколько сотен снимков, но считается, что за три десятка лет своей работы он сделал около шести тысяч снимков. Фотографировал в основном цветы, растения и фрагменты растений. При таком увеличении растения напоминают абстрактные формы, а не само растение как таковое. Фотографии Блоссфельдта можно в равной степени отнести как к научной фотографии, так и к произведениям искусства.